# André Previn
Andreas Ludwig Priwin, KBE (honoraria) (Berlín, 6 de abril de 1929-Manhattan, Nueva York, 28 de febrero de 2019) conocido como André Previn, fue un pianista, director de orquesta y compositor estadounidense de origen alemán.

## Biografía
André Previn nació en 1929 en una familia judía de Berlín. En 1938 emigró con su familia a los Estados Unidos huyendo del régimen nazi; consiguió la nacionalidad estadounidense en 1943, se estableció en Los Ángeles y comenzó su carrera en 1948 arreglando y componiendo música para películas de Hollywood. Durante muchos años trabajó en el departamento musical de la Metro Goldwyn Mayer, dirigido por Arthur Freed.
A finales de la década de 1950, grabó discos como pianista de jazz que aparecieron sobre todo en la discográfica Contemporary Records. Colaboró con Shelly Manne y Benny Carter. Su álbum con Manne con canciones de My Fair Lady (1956) tuvo un éxito enorme. 
En 1967, Previn fue nombrado director de la Orquesta Sinfónica de Houston y al año siguiente de la Orquesta Sinfónica de Londres, con la que grabó numerosos y prestigiosos discos. Otras orquestas con las que colaboró estrechamente fueron la Orquesta Sinfónica de Pittsburgh, la Royal Philharmonic Orchestra de Londres y la Orquesta Filarmónica de Los Ángeles. Desde 2002 a 2006 fue director musical de la Orquesta Filarmónica de Oslo.
Tras su carrera en Hollywood, se concentró en la composición de numerosas obras de música clásica. Su primera ópera fue A Streetcar Named Desire («Un tranvía llamado deseo»), con libreto de Philip Littell basado en la obra de teatro de Tennessee Williams y estrenada en la Ópera de San Francisco en 1998 con Renée Fleming en el papel de Blanche Dubois. En 2009 estrenó en Chicago su segunda ópera Brief encounter (Breve encuentro) basándose en la película homónima de David Lean, con Nathan Gunn en el rol de Alec Harvey. Entre el resto de sus obras destaca un Concierto para violonchelo dedicado a Yo-Yo Ma, un Concierto para piano dedicado a Vladimir Ashkenazy, un concierto para guitarra, ciclos de canciones dedicados a grandes intérpretes como Janet Baker, Kathleen Battle, Barbara Bonney, Anthony Dean Griffey…
Previn había tenido ya cuatro matrimonios (con Dory Previn, Mia Farrow, Betty Bennett, Heather Sneddon) antes de casarse con la famosa violinista alemana Anne-Sophie Mutter, para la que dedicó un concierto para violín con su nombre (Anne-Sophie, marzo de 2002). La pareja se separó en 2006. Su hija Soon-Yi Previn, adoptada por Previn y la actriz Mia Farrow, está hoy casada con el director Woody Allen.

## Obras

### Música de películas
Previn intervino en la música de más de cincuenta películas. Algunas de ellas se detallan a continuación:
- Cause for Alarm! (Tay Garnett, 1951)
- Conspiración de silencio (Bad Day at Black Rock, John Sturges, 1955)
- Siempre hace buen tiempo (It's Always Fair Weather, Stanley Donen y Gene Kelly, 1955)
- La bella de Moscú (Silk Stockings, Rouben Mamoulian, 1957)
- Elmer Gantry (Richard Brooks, 1960)
- Los cuatro jinetes del apocalipsis (The Four Horsemen of the Apocalypse, Vincente Minnelli, 1962)
- Irma la Dulce (Irma la Douce, Billy Wilder, 1963)
- Bésame, tonto (Kiss me, Stupid, Billy Wilder, 1964)
- La rebelde (Inside Daisy Clover, Robert Mulligan, 1965)
- Thoroughly Modern Millie (George Roy Hill, 1967)
- Jesus Christ Superstar (Norman Jewison, 1973)

### Óperas
- Coco (libreto: Alan Jay Lerner), musical (1969, Nueva York)
- The Good Companions (libreto: Johnny Mercer), musical (1974, Londres)
- A Streetcar Named Desire (libreto: Philip Littell basado en la obra de Tennessee Williams, Un tranvía llamado Deseo), ópera en tres actos (1998, Ópera de San Francisco)
- Brief encounter (libreto: John Caird basado en el guion Breve encuentro de Noël Coward), ópera (2009, Houston Grand Opera)

## Discografía

### Jazz(como líder/colíder)
- Collaboration (RCA Victor, 1955) - con Shorty Rogers
- Double Play! (Contemporary, 1957) con Russ Freeman
- Pal Joey (Contemporary, 1957)
- Gigi (Contemporary, 1958)
- André Previn Plays Songs by Vernon Duke (Contemporary, 1958)
- King Size! (Contemporary, 1959)
- André Previn Plays Songs by Jerome Kern (Contemporary, 1959)
- West Side Story (Contemporary, 1959)
- The Subterraneans (Soundtrack) (MGM, 1960)
- Like Previn! (Contemporary, 1960)
- André Previn Plays Songs by Harold Arlen (Contemporary, 1960)
- André Previn and J. J. Johnson (Columbia, 1961) con J.J. Johnson
- Duet (Columbia, 1962, con Doris Day, Red Mitchell y Frank Capp)
- 4 to Go! (Columbia, 1963) con Herb Ellis, Ray Brown y Shelly Manne
- A Different Kind of Blues (EMI/Angel, 1980, con Itzhak Perlman, Jim Hall, Red Mitchell y Shelly Manne)
- Nice Work if You Can Get It (1983, con Ella Fitzgerald y Niels-Henning Ørsted Pedersen)
- After Hours (Telarc, 1989, con Joe Pass y Ray Brown)
- Uptown (Telarc, 1990, con Mundell Lowe y Ray Brown)
- Old Friends (Telarc, 1992, con Mundell Lowe y Ray Brown)
- Kiri Sidetracks: The Jazz Album (1992, con Kiri Te Kanawa, Mundell Lowe y Ray Brown)
- André Previn and Friends Play Show Boat (Deutsche Grammophon, 1995, con Mundell Lowe, Ray Brown y Grady Tate)
- Sure Thing: The Jerome Kern Songbook (1996, con Sylvia McNair y David Finck)
- Ballads: Solo Jazz Standards (Angel1996)
- Come Rain or Shine: The Harold Arlen Songbook (1996, con Sylvia McNair y David Finck)
- Jazz at the Musikverein (Verve, 1997, con Mundell Lowe y Ray Brown)
- We Got Rhythm: A Gershwin Songbook (Deutsche Grammophon, 1998, con David Finck)
- We Got It Good and That Ain't Bad: An Ellington Songbook (Deutsche Grammophon, 1999, con David Finck)
- Live at the Jazz Standard (Decca, 2001, con David Finck)
- Alone: Ballads for Solo Piano (Decca, 2007)

### Jazz(comosideman)
Con Buddy Bregman
- Swinging Kicks (Verve, 1957)

Con Benny Carter
- Jazz Giant (Contemporary, 1958)

Con Helen Humes
- Tain't Nobody's Biz-ness if I Do (Contemporary, 1959)
- Songs I Like to Sing! (Contemporary, 1960)

Con Barney Kessel
- Music to Listen to Barney Kessel By (Contemporary, 1956)
- Carmen (Contemporary, 1959)

Con Shelly Manne
- Shelly Manne & His Friends (Contemporary, 1956)
- My Fair Lady (Contemporary, 1956)
- Li'l Abner (Contemporary, 1957)
- Bells Are Ringing (Contemporary, 1959)

Con Lyle Murphy
- 12-Tone Compositions and Arrangements by Lyle Murphy (Contemporary, 1955)

Con Pete Rugolo
- An Adventure in Sound: Reeds in Hi-Fi (Mercury, 1956 [1958])
- An Adventure in Sound: Brass in Hi-Fi (Mercury 1956 [1958])
- Percussion at Work (EmArcy, 1957)

### Música clásica (como director y/o pianista —selección—)

#### Música de cámara / piano solo
- Samuel Barber: Four Excursions, Paul Hindemith: Piano Sonata No. 3, Frank Martin: Prelude No. 7 (1961)
- Gabriel Fauré: Piano Trio D-minor op. 120, Felix Mendelssohn: Piano Trio D-minor op. 120 (1964, con Nathan Roth y Joseph Schuster)
- Serge Rachmaninoff: Music for Two Pianos. Suite Nr. 1 op. 5, Suite Nr. 2 op. 17, Symphonic Dances op. 45 (1974, con Vladimir Ashkenazy)
- Maurice Ravel: Piano Trio A-minor, Dmitri Shostakovich: Piano Trio No. 2 E-minor op. 67 (1974, con Kim Young Uck y Ralph Kirshbaum)
- Claude Debussy: Piano Trio G-major, Maurice Ravel: Piano Trio A-minor (1995, con Julie Rosenfeld y Gary Hoffmann)
- Ludwig van Beethoven: Piano Trio No. 7 B flat-major op. 97, Johannes Brahms: Piano Trio B-major op. 8 (1995, con Viktoria Mullova y Heinrich Schiff)
- American Scenes. André Previn: Sonata for Violin and Piano "Vineyard", George Gershwin: Three Preludes, Aaron Copland: Sonata for Violin and Piano, Nocturne, Samuel Barber: Canzone (Elegy) op. 38a (1998, con Gil Shaham)
- Mozart: Piano Trios K. 548, 542 & 502 - André Previn/Anne-Sophie Mutter/Daniel Müller-Schott, 2006 Deutsche Grammophon

#### Sinfónica
- Barber: Violin Concerto - Korngold: Violin Concerto, Much Ado About Nothing - André Previn/Gil Shaham/London Symphony Orchestra, 1994 Deutsche Grammophon
- Previn And Pals, West Side Story - 1960 Contemporary Records - Grammy Award for Best Jazz Instrumental Album 1961
- Previn: Violin Concerto, Bernstein: Serenade - Mutter/Boston Symphony Orchestra/London Symphony Orchestra, 2003 Deutsche Grammophon - (Grammy) 2005
- Elgar Walton, Cello Concertos - Yo-Yo Ma/London Symphony Orchestra/Previn, 1985 CBS Masterworks/Sony – (Grammy) 1986
- Battle Sings Mozart - Previn/Battle/Royal Philharmonic Orchestra, 1986 EMI - Grammy Award for Best Classical Vocal Solo 1987
- Chopin, Conc. p. n. 1-2 - Pires/Previn/RPO/Krivine/Chamber Orchestra of Europe, 1992/1997 Deutsche Grammophon
- Chopin, Conc. p. n. 2/Preludi n. 1-24 - Pires/Previn/RPO, 1992 Deutsche Grammophon
- Chaikovski Sibelius, Conc. vl. - Chung/Previn/LSO, 1970 Decca
- Chaikovski, Sleeping Beauty - André Previn/London Symphony Orchestra, 1974 EMI
- Chaikovski, Swan Lake - André Previn/London Symphony Orchestra, 1976 EMI
- Chaikovski, The Nutcracker - André Previn, 2012 EMI
- Chaikovski, Korngold: Violin Concertos - Anne-Sophie Mutter/Wiener Philharmoniker/London Symphony Orchestra/André Previn, 2004 Deutsche Grammophon
- Elgar: The Symphonies - The Pomp & Circumstance Marches - Cockaigne - André Previn/London Symphony Orchestra/Royal Philharmonic Orchestra, 1996 Philips
- Gershwin - Bernstein/Ozawa/Previn/Levine, Deutsche Grammophon
- Gershwin, Rapsodia/Americano/Conc. p. - Previn/Pittsburgh SO, 1984 Decca
- Holst, The Planets - André Previn/Brighton Festival Chorus/Royal Philharmonic Orchestra, 1986 Telarc
- Korngold, The Sea Hawk/Elizabeth and Essex/Captain Blood/The Prince and the Pauper - Previn/London Symphony Orchestra, 2002 Deutsche Grammophon - Grammy Award for Best Classical Crossover Album 2003
- Mendelssohn: Violin Concerto Op. 64, Piano Trio Op. 49 & Violin Sonata In F Major - Anne-Sophie Mutter/André Previn/Gewandhausorchester Leipzig, 2008 Deutsche Grammophon
- Orff, Carmina burana - Previn/WP/Bonney/Lopardo/Moore, 1993 Deutsche Grammophon
- Previn, A Streetcar Named Desire - André Previn/Anthony Dean Griffey/Elizabeth Futral/Renée Fleming/Rodney Gilfry/San Francisco Opera Orchestra, 1998 Deutsche Grammophon
- Prokofiev, Romeo and Juliet - André Previn/London Symphony Orchestra, 1973 EMI
- Prokofiev, Violin Concerto n.º 1 & 2 - André Previn/Gil Shaham/London Symphony Orchestra, 1996 Deutsche Grammophon
- Prokofiev, Cinderella - André Previn/London Symphony Orchestra, 2009 EMI
- Prokofiev, The Piano Concertos - André Previn/London Symphony Orchestra/Vladimir Ashkenazy, 1975 Decca
- Rajmáninov, Conc. p. n. 1, 3 - Ashkenazy/Previn/LSO, 1972 Decca
- Rajmáninov, Conc. p. n. 1-4 - Ashkenazy/Previn/LSO, Decca
- Rajmáninov, Conc. p. n. 1-4/Raps. op.43/Var. Corelli/Son. pf. n. 2 - Ashkenazy/Previn/LSO, 1971/1985 Decca
- Rajmáninov, Conc. p. n. 2, 3/Prel./Etudes - Ashkenazy/Previn, London
- Rajmáninov, Conc. p. n. 2, 4/Raps. op. 43 - Ashkenazy/Previn/LSO, Decca
- Rajmáninov, Suites n. 1-2/Etudes-Tableaux - Ashkenazy/Previn, Decca
- Rajmáninov, The Bells - Previn/London Symphony Orchestra & Chorus, EMI - Grammy Award for Best Choral Performance 1977
- Ravel, L'Enfant et les sortilèges & Ma Mère l'Oye - André Previn/London Symphony Orchestra, 1999 Deutsche Grammophon
- Strauss, J., Pipistrello - Previn/Te Kanawa/Gruberova/Bär, 1990 Decca
- Strauss: Also Sprach Zarathrusta - Death And Transfiguration - André Previn/Wiener Philharmoniker, 1988 Telarc
- Bream Plays Villa-Lobos - Bream/London Symphony/Previn, 1971 RCA Red Seal – (Grammy) 1972
- Walton, Belshazzar's Feast - Previn/London Symphony Orchestra & Chorus, EMI - Grammy Award for Best Choral Performance 1974
- Vaughan Williams, Symphony n.º 2 - The Lark Ascending - André Previn/Royal Philharmonic Orchestra, 1987 Telarc
- Vaughan Williams, Symphony n.º 5 in D Major - Fantasia On A Theme Of Thomas Tallis - André Previn/Royal Philharmonic Orchestra, 1989 Telarc
- Like Young, Previn & Rose - Lumi Entertainment - Grammy Award for Best Performance by an Orchestra or Instrumentalist with Orchestra 1960
- American Songs - Barbara Bonney/André Previn, 1997 Decca
- Grandes Pianistas del Siglo XX. Vol. 80. Philips

### Grabaciones de sus propias obras de música clásica
- Guitar Concerto (1972, con John Williams y London Symphony Orchestra)
- Every Good Boy Deserves Favour (1978, London Symphony Orchestra)
- Piano Concerto and Guitar Concerto (1990, con Vladimir Ashkenazy, Eduardo Fernández y Royal Philharmonic Orchestra)
- Honey and Rue (1995, con Kathleen Battle y Orchestra of St. Luke's)
- "From Ordinary Things": Sonata for Cello and Piano; Four Songs for Soprano, Cello and Piano; Two Remembrances for Soprano, Alto Flute and Piano; Vocalise for Soprano, Cello and Piano (1997, con Sylvia McNair, Yo-Yo Ma y Sandra Church)
- Trio for Piano, Oboe and Bassoon (1997, con Cynthia Koledo de Almeida y Nancy Goeres)
- "Music of André Previn": Trio for Piano, Oboe and Bassoon, Peaches for Flute and Piano, Triolet for Brass, Variations on a Theme by Haydn for Piano, A Wedding Waltz for Two Oboes and Piano (1998, St. Luke's Chamber Ensemble)
- "American Scenes": Sonata for Violin and Piano "Vineyard" (1998, con Gil Shaham)
- A Streetcar Named Desire (1998; con Renée Fleming, Elizabeth Futral, Rodney Gilfry, Anthony Dean Griffey, San Francisco Opera Orchestra)
- "Diversions – Songs": Diversions; Sallie Chisum Remembers Billy the Kid; Vocalise; The Giraffes Go to Hamburg; Three Dickinson Songs (2001, con Renée Fleming, Barbara Bonney, Moray Welsh, Vienna Philharmonic, London Symphony Orchestra)
- Tango Song and Dance (2003, Anne-Sophie Mutter)
- Violin Concerto "Anne-Sophie" (2003, con Anne-Sophie Mutter y Boston Symphony Orchestra)
- Double Concerto for Violin, Contrabass and Orchestra; Piano Concerto; Violin Concerto "Anne-Sophie"; Three Dickinson Songs; Diversions; "I Can Smell The Sea Air" from A Streetcar Named Desire (2009, con Renée Fleming, Anne-Sophie Mutter, Vladimir Ashkenazy, Roman Patkolo, Boston Symphony Orchestra, London Symphony Orchestra, Vienna Philharmonic, San Francisco Opera Orchestra)
- Brief Encounter (2011, con Elizabeth Futral, Nathan Gunn, Kim Josephson, Houston Grand Opera Orchestra, Patrick Summers)

## Premios y distinciones
Premios Óscar
| Año  | Categoría                                               | Película                           | Resultado |
| ---- | ------------------------------------------------------- | ---------------------------------- | --------- |
| 1951 | Mejor orquestación de una película musical              | Tres palabritas                    | Nominado  |
| 1954 | Mejor orquestación de una película musical              | Bésame, Kate                       | Nominado  |
| 1956 | Mejor orquestación de una película musical              | Siempre hace buen tiempo           | Nominado  |
| 1959 | Mejor orquestación de una película musical              | Gigi                               | Ganador   |
| 1960 | Mejor banda sonora de una película dramática o comedia  | Porgy y Bess                       | Ganador   |
| 1961 | Mejor banda sonora de una película dramática o comedia  | El fuego y la palabra              | Nominado  |
| 1961 | Mejor orquestación de una película musical              | Pepe                               | Nominado  |
| 1961 | Mejor canción original                                  | Pepe                               | Nominado  |
| 1963 | Mejor canción original                                  | Cualquier día en cualquier esquina | Nominado  |
| 1964 | Mejor orquestación de música                            | Irma la dulce                      | Ganador   |
| 1965 | Mejor orquestación de música – adaptación o tratamiento | My Fair Lady                       | Ganador   |
| 1968 | Mejor orquestación de una película musical              | Millie, una chica moderna          | Nominado  |
| 1974 | Mejor orquestación: adaptación y coro original          | Jesucristo Superstar               | Nominado  |

Otras distinciones
- 2005: prix Glenn Gould en reconocimiento al conjunto de su carrera musical.
- 1998: Kennedy Center Honors por su contribución a la música clásica y a la ópera en los Estados Unidos.
- 1996: caballero honorario de la Orden del Imperio Británico, concedido por la reina Isabel II.